# Fleurety
Fleurety je norská avant-garde/black metalová kapela založená v roce 1991 Sveinem Egilem Hatlevikem a Alexanderem Nordgarenem v norském městě Ytre Enebakk a pojmenovaná podle démona křesťanské démonologie.
V roce 1993 vyšlo první demo Black Snow a v roce 1995 první studiové album s názvem Min Tid Skal Komme (česky Můj čas přijde).

## Diskografie

### Demo nahrávky
- Black Snow (1993)

### Studiová alba
- Min Tid Skal Komme (1995)[1]
- Department of Apocalyptic Affairs (2000)

### EP
- A Darker Shade of Evil (1994)
- Last-Minute Lies (1999)
- Ingentes Atque Decorii Vexilliferi Apokalypsis (2009)
- Evoco Bestias (2011)
- Et Spiritus Meus Semper Sub Sanguinantibus Stellis Habitabit (2013)